# Đạ K'Nàng
Đạ K'Nàng là một xã thuộc huyện Đam Rông, tỉnh Lâm Đồng, Việt Nam.

## Địa lý
Xã Đạ K'Nàng có diện tích 62,81 km², dân số năm 2022 là 9.274 người, mật độ dân số đạt 147 người/km².

## Hành chính
Xã Đạ K'Nàng được chia thành 10 thôn: Băng Bá, Đạ K'Nàng, Đạ Mur, Đạ Pin, Đạ Sơn, Lăng Cô, Păng Dung, Pul, Tân Trung, Trung Tâm.

## Lịch sử
Ngày 24 tháng 8 năm 1999, Chính phủ ban hành Nghị định số 79/1999/NĐ-CP về việc thành lập xã Đạ K'Nàng thuộc huyện Lâm Hà trên cơ sở 5.673 ha diện tích tự nhiên và 2.565 nhân khẩu của xã Phi Liêng.
Ngày 17 tháng 11 năm 2004, Chính phủ ban hành Nghị định số 189/2004/NĐ-CP về việc chuyển xã Đạ K'Nàng thuộc huyện Lâm Hà về huyện Đam Rông mới thành lập quản lý.
Ngày 11 tháng 12 năm 2015, HĐND tỉnh Lâm Đồng ban hành Nghị quyết số 151/2015/NQ-HĐND về việc:
- Thành lập thôn Tân Trung trên cơ sở một phần của thôn Trung Tâm.
- Thành lập thôn Đạ Sơn trên cơ sở một phần của thôn Đạ Mur.
- Thành lập thôn Đạ Pin trên cơ sở một phần của thôn Păng Dung.